# Britta Stark

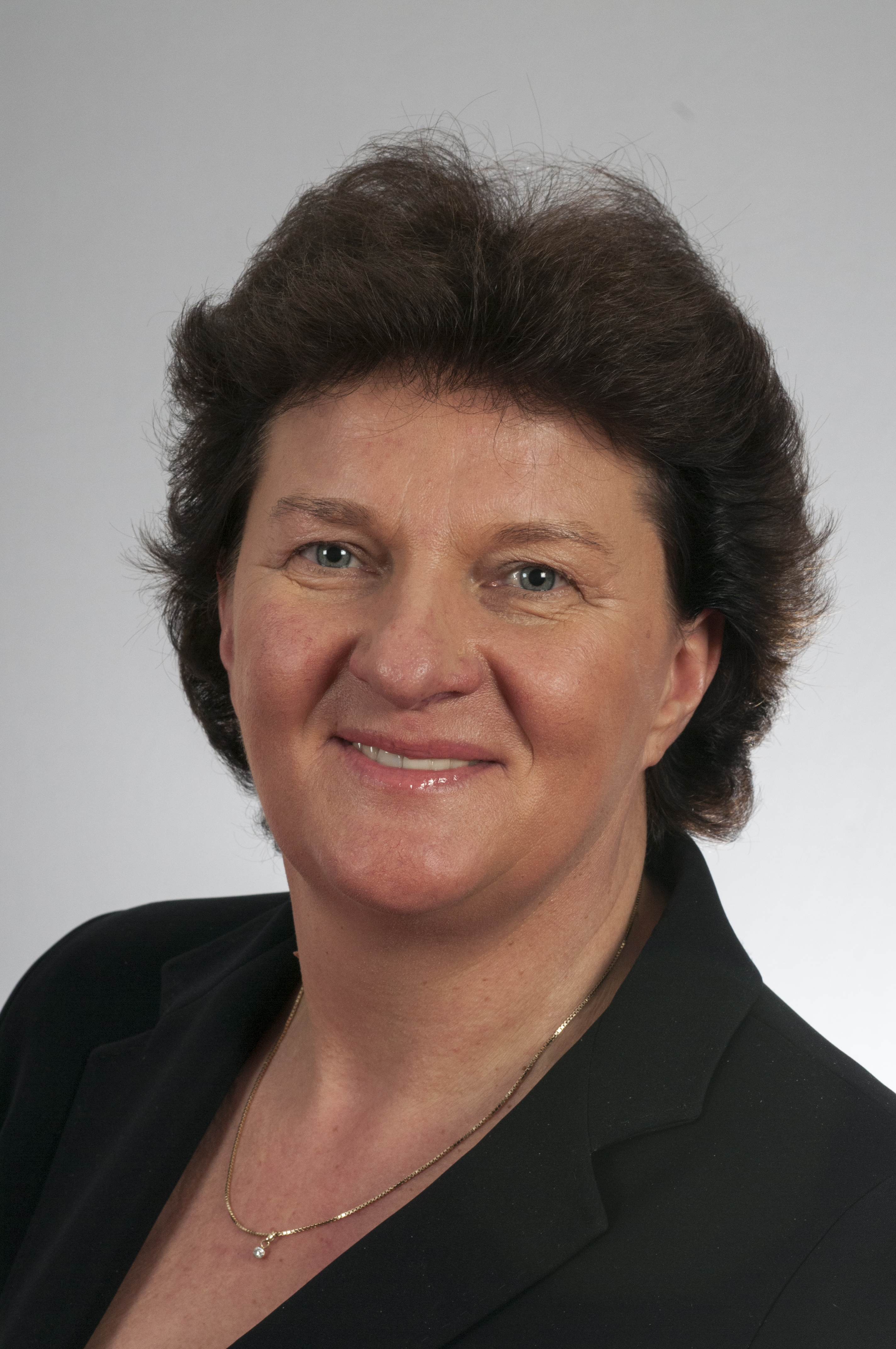
Britta Stark (2016)

Britta Stark, geb. Schellin (* 12. Mai 1963 in Bernau bei Berlin) ist eine deutsche Politikerin der SPD und war Abgeordnete im Landtag von Brandenburg. Von 2014 bis 2019 war sie Präsidentin des Landtags.

## Leben und Beruf
Nach ihrer Schullaufbahn absolvierte Britta Stark in der Zeit von 1979 bis 1981 eine Berufsausbildung zur Technischen Zeichnerin und arbeitete von 1981 bis 1984 in diesem Beruf. In dieser Zeit machte sie zudem eine Fachschulausbildung im Bereich Maschinenbau an der Betriebsakademie SKET-Ingenieurschule und schloss diese als Maschinenbauteilkonstrukteurin ab. In den Jahren 1984 bis 1989 arbeitete sie in ihrem erlernten Beruf. Nach der Wende wechselte sie ihre Beschäftigung und war von 1990 bis 1991 Regierungsbeauftragte sowie Leiterin der Bezirksverwaltungsbehörde Frankfurt (Oder) sowie von 1999 bis 2001 Verwaltungsangestellte. Im Anschluss war sie bis 2002 Verwaltungsbeamtin. Sie ist evangelischen Glaubens, verheiratet und hat zwei Kinder.

## Politisches Engagement
Britta Stark ist seit 1989 Mitglied der SPD. Innerhalb ihrer Partei war sie von 1989 bis 1990 Vorsitzende des SPD-Bezirksverbandes Frankfurt (Oder) und von 1990 bis 1992 Mitglied des SPD-Landesvorstandes. Kommunalpolitisch war sie von 1998 bis 2002 Mitglied der Gemeindevertretung von Zepernick als ehrenamtliche Bürgermeisterin. Im Zuge der Gemeindegebietsreform übernahm sie im Jahr 2002 das Amt der Ortsvorsteherin von Zepernick und wurde Vorsitzende der Gemeindevertretung Panketal. Seit 2008 ist sie zudem Mitglied des Kreistages Barnim und als solches 1. stellvertretende Vorsitzende sowie seit 2009 Mitglied im Aufsichtsrat der Barnimer Busgesellschaft.
Sie gewann 1990 und 1994 ein Direktmandat für den brandenburgischen Landtag. In der dritten Wahlperiode rückte sie am 14. November 2002 für den Abgeordneten Manfred Stolpe nach. Dieser wechselte in die Bundespolitik und wurde Bundesminister für Verkehr, Bau- und Wohnungswesen. Im Landtag vertrat Stark den Wahlkreis 14 Barnim II. Für ihre Fraktion ist sie während ihrer ganzen Zeit im Parlament Mitglied im Ausschuss für Inneres. Dort übernahm sie in der zweiten Wahlperiode (1994 bis 1999) sowie seit 2009 den Vorsitz. Von 1994 bis 1999 saß sie zudem im Haupt- sowie im Petitionsausschuss. Im Ausschuss für Haushaltskontrolle saß sie als Vorsitzende von April bis Oktober 2004 sowie seit 2009 als ordentliches Mitglied. In den Jahren 2004 bis 2009 war sie zudem Mitglied des Landtagspräsidiums. 2009 bis 2014 diente Stark als Vorsitzende der Parlamentarischen Kontrollkommission und war innenpolitische Sprecherin sowie Mitglied des Fraktionsvorstandes der SPD-Landtagsfraktion. Der Landtag wählte sie am 8. Oktober 2014 zu seiner Präsidentin.
Bei der Landtagswahl in Brandenburg am 1. September 2019 verlor sie ihr Direktmandat an den Kandidaten der Freien Wähler Péter Vida. Wegen der hohen Anzahl der SPD-Direktmandate konnte sie auch nicht über die Liste in den Landtag einziehen. Als sie im Jahre 2021 für den Abgeordneten Ortwin Baier hätte nachrücken können, verzichtete sie zugunsten von Simona Koß.
Neben ihrer parteipolitischen Arbeit ist sie Mitglied des Aufsichtsrates der Hoffnungstaler Stiftung Lobetal.